# Powiat Wieruszowski
Der Powiat Wieruszowski ist ein Powiat (Kreis) in der polnischen Woiwodschaft Łódź. Der Powiat hat eine Fläche von 576,22 km², auf der 42.000 Einwohner leben.

## Gemeinden
Der Powiat umfasst sieben Gemeinden, davon drei Stadt-und-Land-Gemeinden und vier Landgemeinden.

### Stadt-und-Land-Gemeinden
- Bolesławiec
- Lututów (Lututow)
- Wieruszów (Wieruszow)

### Landgemeinden
- Czastary
- Galewice
- Łubnice
- Sokolniki